# New York Marble Cemetery
El New York Marble Cemetery  es un cementerio histórico ubicado en Nueva York, Nueva York. El New York Marble Cemetery se encuentra inscrito como un Hito Histórico Neoyorquino en la Comisión para la Preservación de Monumentos Históricos de Nueva York al igual que en el Registro Nacional de Lugares Históricos desde el 17 de septiembre de 1980.  
Fue fundado en 1830 y situado en el interior de la manzana que une las calles East 2nd y 3rd Street, 2nd Avenue y Bowery, en el barrio de East Village (Manhattan), Nueva York. Se entra por un callejón con una puerta de hierro en cada extremo, situado entre 41 y 43 Second Avenue.    
En los registros escritos del cementerio se registran unos 2.100 entierros, la mayoría de ellos de destacadas familias profesionales y mercantes de la ciudad de Nueva York.

## Ubicación
El New York Marble Cemetery se encuentra dentro del condado de Nueva York en las coordenadas 40°44′04″N 73°59′29″O / 40.734444, -73.991389.